# Leptosiphon
Leptosiphon là một chi thực vật có hoa trong họ Polemoniaceae.

## Loài
Chi Leptosiphon gồm các loài: